# Шима, Богумил
Богумил Шима (чеш. Bohumil Šíma; 1928, Коетин — 10 февраля 1955, Прага) — чехословацкий антикоммунист, активист подпольной вооружённой организации Чёрный лев 777. Арестован органами госбезопасности, приговорён к смертной казни и повешен. Политически реабилитирован после Бархатной революции.

## Происхождение и взгляды
Родился в семье чешского предпринимателя — владельца лесопилки. После прихода к власти Компартии Чехословакии (КПЧ) в 1945 семейное предприятие было национализировано. Богумил Шима отслужил срочную в армии. После демобилизации работал на машиностроительном заводе Janka в Милевско. Увлечением Богумила Шимы были автомашины BMW.
Политическим активистом Богумил Шима не был, ни в какой партии не состоял. Однако он придерживался христианско-демократических взглядов, являлся сторонником Чехословацкой народной партии. Шима резко негативно воспринял февральский переворот 1948 и установление монопольной власти КПЧ. Крайним антикоммунизмом Богумил Шима проникся не от конфискации семейной собственности, а от установления партийной диктатуры.
Жениться Богумил Шима не успел, из родных наиболее доверительные отношения поддерживал с сестрой Марией. Впоследствии она отмечала, что брат, будучи непримиримым противником КПЧ, с недоверием относился и к передачам Радио Свободная Европа: не считал нужным его слушать, говоря, что ему «хватает лжи от коммунистов».

## В антикоммунистическом подполье
Богумил Шима дружил с матросом речного флота Иржи Ржезачем и крестьянином Ярославом Сиротеком. Друзья вели разговоры на политические темы, возмущались правящим режимом, слушали передачи той же «Свободной Европы» (при всём к нему недоверии). Шима был христианским демократом, Ржезач — католическим консерватором, Сиротек — социал-демократом, но они полностью сходились на общей враждебности к КПЧ.
В апреле 1949 Ржезач, Сиротек и Шима создали подпольную организацию Чёрный лев 777 для вооружённой борьбы с режимом. Лидером являлся Ржезач, ближайшим помощником — Сиротек, третьим основателем — Шима. К ним примкнули служащий крестьянского происхождения Иржи Долиста, мастер взрывных работ Карел Котера, крестьянин Йозеф Новак. Шима привлёк в Милевско торговца охотничьим оружием Ладислава Шимека.
«Чёрный лев 777» совершил несколько акций с применением насилия: диверсию на ЛЭП в Нехвалице, обстрел местного партийного секретаря Станислава Чихака, подрывы комитетов КПЧ в Седльчани и Милевско. Партийные здания были разрушены, в Милевско погиб охранник — боец Корпуса национальной безопасности (SNB) Йозеф Скоповый.
Сведений о непосредственном участии Богумила Шимы в этих акциях открытые источники не содержат. (Такие действия осуществляли прежде всего Ржезач и Сиротек, помогали им Долиста и Новак.) Однако Шима играл важную роль в агитационной работе организации и установлении контактов с населением. Он активно распространял листовки и лозунги: «Это последний Первомай коммунистов!» (вместе с Сиротеком в ночь на 1 мая 1953), «Мы знаем каждого коммуниста!», «Судный день грядёт!», «Да здравствуют США!», пропагандировал местных крестьян. Если Ржезач являлся лидером группы, Сиротек «курировал» оперативно-силовое направление, то Шима — идеологию и пропаганду, а также привлечение новых членов и внешние организационные связи. Так, именно через Шиму был установлен контакт с подпольной группой Франтишека Слепички, который позиционировался как западногерманский «агент Любош». Слепичка отличался крайне авантюрным характером, и его рассказы о зарубежных связях были крайне преувеличены. В то же время «агент Любош» развил большую активность, совершил несколько нападений на представителей власти и был убит в перестрелке 4 мая 1955.
Кроме того, Богумил Шима предоставил в распоряжение организации мотоцикл и огнестрельное оружие, тайно сохранённое им после армейской службы. Он же через Ладислава Шимека организовал поступление взрывчатки.

## Арест
На ликвидацию «Чёрного льва 777» были брошены значительные силы StB и SNB. Именно Богумил Шима был вычислен первым.
В начале 1954 агенты госбезопасности выявили контакты Шимы c крестьянином Франтишеком Пешичкой. Пешичка неосторожно рассказал своей подруге Здене Ржезачовой (однофамилица Иржи Ржезача), что ему известно, кто взрывает здания КПЧ. Ржезачова была секретаршей местного подразделения SNB. Она немедленно проинформировала своё начальство. С помощью внештатных осведомителей было установлено плотное наблюдение и подпольщики вскоре обнаружены. 3—5 июля были арестованы все члены «Чёрного льва 777», первым — Богумил Шима.

## Казнь
25—26 октября 1954 года состоялся судебный процесс в Милевско. Подсудимые обвинялись в антигосударственной деятельности, шпионаже, терактах, покушениях (Ржезач и Сиротек — особо в убийстве Скопового). Шима — как один из основателей — считался третьим по значению обвиняемым после Ржезача и Сиротека. Ему не вменялись акции физического насилия, но суд жёстко оценивал его роль антикоммунистического идеолога и пропагандиста.
Иржи Ржезач, Ярослав Сиротек и Богумил Шима были приговорены к смертной казни, остальные — к длительному тюремному заключению. Апелляции осуждённых Верховный суд отклонил. 10 февраля 1955 Богумил Шима был доставлен в Прагу и казнён через повешение в тюрьме Панкрац.

## Реабилитация, амнистия, память
Первая попытка реабилитации членов «Чёрного льва 777» была предпринята в 1968 во время Пражской весны. Однако в январе 1970 суд Ческе-Будеёвице отказал в этом обращении.
Частичная реабилитация состоялась только после Бархатной революции 1989. Согласно действующему законодательству Чехии, режим 1948—1989 считается преступным, сопротивление ему — законным и достойным уважения.
Хотя часть деяний подпольщиков рассматривается как уголовные преступления, в отношении членов организации «Чёрный лев 777» отменены приговоры 1955 года. В мае 1997 суд Ческе-Будеёвице вынес вердикт о применении к членам организации «Чёрный лев 777» положений широкой амнистии, объявленной президентом Вацлавом Гавелом 1 января 1990. Все обвинения были сняты, приговор окончательно аннулирован — но в порядке амнистии, а не полной реабилитации.
Имена Богумила Шимы, Иржи Ржезача и Ярослава Сиротека высечены на бронзовой мемориальной доске, установленной 10 февраля 1995 на памятнике у костёла в Обденице — в память «Чёрного льва 777».